# Abdelilah Hafidi
Abdelilah Hafidi (Bejaad, 30 januari 1992) is een Marokkaanse voetballer die bij voorkeur speelt als middenvelder. Hij stroomde in 2011 door vanuit de jeugd van Raja Casablanca.

## Carrière
Hafidi stroomde in 2011 door vanuit de jeugd van  Raja Casablanca. Hij debuteerde op 29 oktober 2011 op negentienjarige leeftijd tegen CODM de Meknes in het eerste team. In datzelfde seizoen was Hafidi goed voor 8 assisten, in maar 11 wedstrijden. In het seizoen 2012/2013 werd Hafidi meer een echt basisspeler. Zo scoorde hij zijn eerste doelpunt tegen Hassania Agadir, in de Coupe du Trône. 
Die week later kreeg Hafidi nogmaals de kans om zich te bewijzen, en dat pakte goed uit voor hem. Hij scoorde een belangrijk doelpunt in de gewonnen GNF1 wedstrijd tegen FUS Rabat. De wedstrijd daarna, was er een die hij niet snel zal vergeten. De derby tegen aartsrivaal Wydad Casablanca, in de halve finale van de Coupe du Trône. Zijn eerste echte derby, en ook in deze wedstrijd wist Hafidi te scoren. Verder was Hafidi ook belangrijk in de finale van de Coupe du Trône, zo wist hij de winnende penalty te benutten tegen FAR Rabat. Na afloop van dat seizoen kreeg Hafidi de prijs 'Talent van het jaar' overhandigt. In 2014 werd Hafidi de topscorer van Raja Casablanca.

## Clubstatistieken
| Seizoen                    | Club            | Competitie      | Competitie | Competitie | Beker | Beker | Internationaal | Internationaal | FIFA Club World Cup | FIFA Club World Cup | Totaal | Totaal |
| Seizoen                    | Club            | Competitie      | Wed.       | Dlp.       | Wed.  | Dlp.  | Wed.           | Dlp.           | Wed.                | Dlp.                | Wed.   | Dlp.   |
| -------------------------- | --------------- | --------------- | ---------- | ---------- | ----- | ----- | -------------- | -------------- | ------------------- | ------------------- | ------ | ------ |
| 2011/12                    | Raja Casablanca | Botola          | 11         | 3          | 5     | 3     | -              | -              | -                   | -                   | 16     | 6      |
| 2012/13                    | Raja Casablanca | Botola          | 26         | 6          | 4     | 0     | 5              | 1              | -                   | -                   | 35     | 7      |
| 2013/14                    | Raja Casablanca | Botola          | 29         | 1          | 2     | 0     | 2              | 0              | 4                   | 1                   | 37     | 2      |
| 2014/15                    | Raja Casablanca | Botola          | 24         | 8          | -     | -     | 0              | 0              | -                   | -                   | 36     | 10     |
| 2015/16                    | Raja Casablanca | Botola          | 21         | 11         | 6     | 1     | 0              | 0              | -                   | -                   | 36     | 10     |
| Carrière totaal            | Carrière totaal | Carrière totaal | 111        | 29         | 11    | 4     | 7              | 1              | 4                   | 1                   | 133    | 35     |
| Bijgewerkt tot 30 mei 2016 |                 |                 |            |            |       |       |                |                |                     |                     |        |        |

## Erelijst
| Botola Maroc Telecom           | 3x | 2008/09, 2010/11, 2012/13 |
| Coupe du Trône                 | 2x | 2012/13, 2017             |
| FIFA Club World Cup (Finalist) | 1x | 2013                      |

1 Zniti  ·
2 Douik ·
4 Gael Ngah ·
5 Moutouali ·
6 Ngoma ·
7 Islah ·
8 Al-Warfali ·
10 Benhalib ·
11 Jabroun ·
12 El Haddaoui ·
13 Benoun ·
15 Haddad ·
17 Ahadad ·
18 Hafidi ·
19 Malango ·
20 Jbira ·
21 Rahimi ·
22 Bouamira ·
25 Boutayeb ·
30 Nanah ·
55 Achchakir ·
96 Arjoune ·
98 El Wardi ·
Coach: vacant
· Assistent-coach: Safri